# Dichrostachys venosa
Dichrostachys venosa är en ärtväxtart som beskrevs av Villiers. Dichrostachys venosa ingår i släktet Dichrostachys och familjen ärtväxter. Inga underarter finns listade i Catalogue of Life.